# Tiberio Muti
Tiberio Muti (Roma, 1574 - Viterbo, 14 de abril de 1636) foi um cardeal do século XVII

## Biografia
Nasceu em Roma em 1574. De família patrícia. Dos duques de Vallemuzia. Terceiro dos nove filhos de Carlo Muti, duque de Valle Mutia e embaixador do duque de Savoia perante o Papa Sisto V, e Faustina Muti. Os outros irmãos eram Olímpia, Girolamo (cônego do capítulo da basílica patriarcal do Vaticano), Mutio ( comendador de Ss. Maurizio e Lázaro), Jacomo (duque de Valle Mutia) Camillo, Emilia, Lorenza (freira) e Drusilla (freira) . Parente do Papa Paulo V . Seu primeiro nome também está listado como Libério; e seu sobrenome como de Mutis.
Cânone da basílica patriarcal do Vaticano, 1609-1611. Coppiere do papa..
Eleito bispo de Viterbo, em 19 de dezembro de 1611. Consagrado, domingo, 15 de janeiro de 1612, capela Sistina, pelo cardeal Scipione Caffarelli-Borghese, auxiliado por Fabio Blondus de Montealto, patriarca titular de Jerusalém, e por Antonio Ricci, bispo de Arezzo..
Criado cardeal sacerdote no consistório de 2 de dezembro de 1615; recebeu o chapéu vermelho em 5 de dezembro de 1615; e o título de S. Prisca em 11 de janeiro de 1616. Participou do conclave de 1621, que elegeu o Papa Gregório XV. Participou do conclave de 1623, que elegeu o Papa Urbano VIII. Camerlengo do Sagrado Colégio dos Cardeais, 8 de janeiro de 1629 a 7 de janeiro de 1630..
Morreu em Viterbo em 14 de abril de 1636, perto das 23 horas. Enterrado na catedral de Viterbo..